# تييغو
ويليان تييغو دي جيسوس (22 يوليو 1986 – 28 نوفمبر 2016) المعروف بتييغو كان لاعب كرة قدم برازيلي ولقد كان يلعب لصالح نادي شابيكوينسي كلاعب في مركز الدفاع ولقد توفي في يوم 28 نوفمبر 2016 عقب كارثة رحلة خطوط لاميا الجوية 2933.

## روابط خارجية
- تييغو على موقع رابطة كرة القدم اليابانية للمحترفين (اليابانية)
- تييغو على موقع قاعدة بيانات كرة القدم.إي يو (الإنجليزية)
- تييغو على موقع Soccerway.com (الإنجليزية)
- تييغو على موقع عالم كرة القدم.نت (الإنجليزية)